# Maria Boodschapkerk (Altenahr)
De Maria Boodschapkerk (Duits: Kirche Mariä Verkündigung) is een monumentale parochiekerk in Altenahr, Rijnland-Palts.

## Bouwgeschiedenis

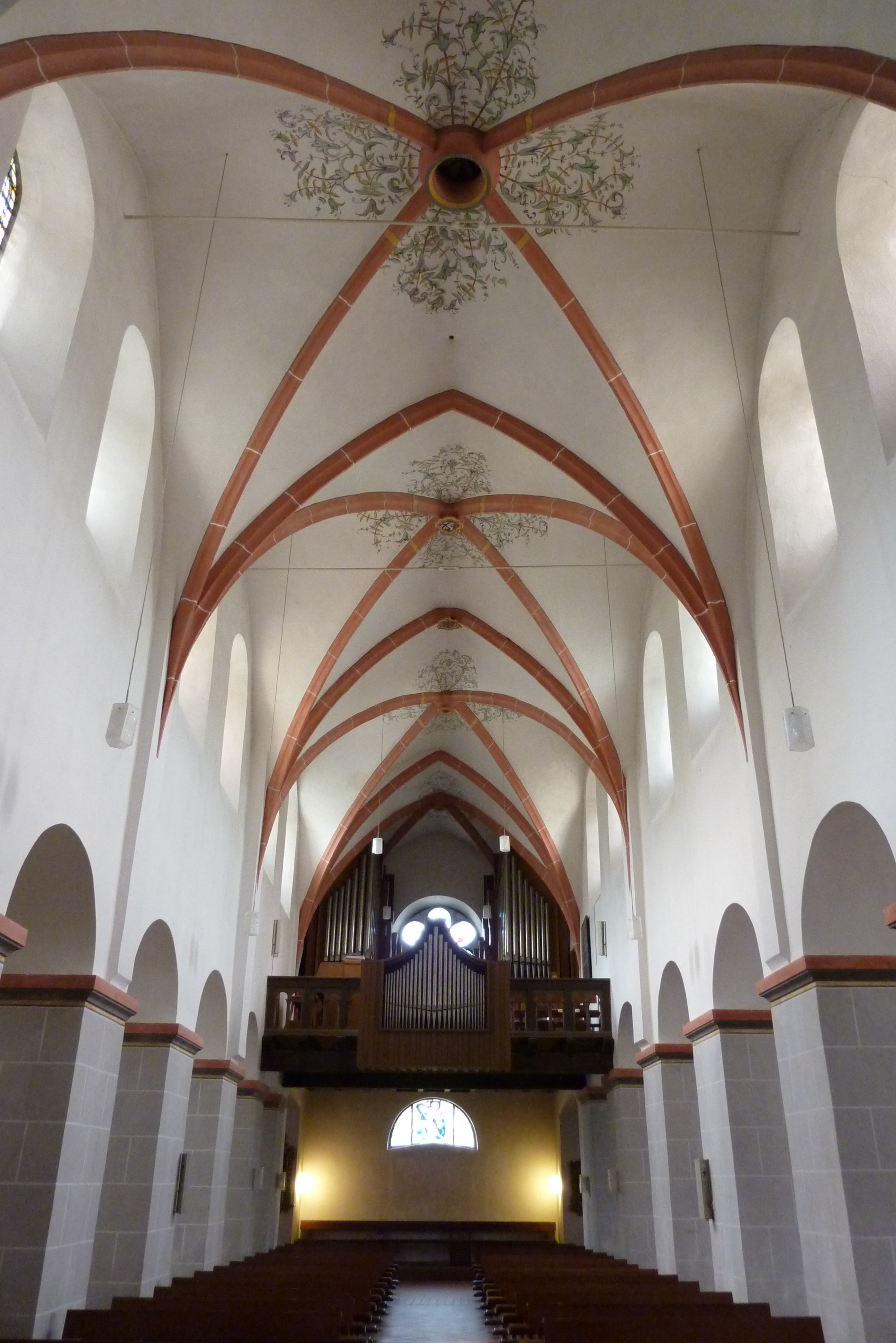
Interieur Maria Boodschapkerk, Altenahr

De huidige kerk gaat terug op een gebouw uit de tweede helft van de 12e eeuw. Het oorspronkelijke kerkgebouw bestond uit een drieschepig kerkgebouw van bruchstein van ongeveer een derde van de huidige lengte met een dwarsschip en de voor de streek kenmerkende vierkante vieringtoren. In het begin van de 14e eeuw werd begonnen met de aanbouw van het in het jaar 1326 gewijde gotische koor. Rond deze tijd werden ook de twee oudste klokken van de kerk gegoten. Oorspronkelijk bezaten het schip en de viering een vlak plafond, dat in de 15e eeuw vervangen werd door een laatgotische kruisgewelf. Mogelijk werden de gewelven van de zijschepen al bij de bouw aangebracht, maar ze kunnen evengoed van een latere datum kunnen zijn. Het jaartal 1682 op de vroegere toegangsdeur aan het koor wijst op een renovatie. Vroeger stond bij het noordelijke dwarsschip de Michaëlskapel. Na er een lange tijd vervallen bij te hebben gestaan, werd de kapel tegen het einde van de 18e eeuw gesloopt.
De kerk stond er in 1743 in goede toestand bij, maar in het midden van de 19e eeuw liet het onderhoud opnieuw te wensen over. Omdat het gebouw ook te klein was geworden voor de groeiende parochie, besloot men samen met de renovatie het gebouw te vergroten. Het was met er name van de kant van de overheid veel aan gelegen dat de laat-romaanse bouw zoveel mogelijk bewaard bleef. Het schip werd met negen meter verlengd en een noordelijke toren en een transeptachtige uitbouw met een grote stenen buitentrap aan de zuidelijke kant werd aangebouwd. Het vroegere westelijke portaal verdween, de witte stuclaag van de buitenmuren werd verwijderd en het traptorentje met een wenteltrap naar de vieringstoren werd geheel vernieuwd.
De sacristie zou uit de 16e eeuw stammen en werd in 1927 naar de kerk toe opengebroken om er een herinneringskapel voor de gevallenen in de Eerste Wereldoorlog in te richten. Ten noorden van het koor werd er toen een nieuwe sacristie aangebouwd. In 1934 volgde een renovatie en werd het in 1893 verwijderde barokke hoofdaltaar teruggeplaatst. Oorlogsgerelateerde beschadigingen aan de kerk werden in de jaren 1950 en 1960 hersteld.

## Inrichting
In 1704 werd een sterk beschadigd kerkmeubilair gerenoveerd en vernieuwd, de kerk kreeg drie nieuwe barokke altaren die in 1717 werden gewijd. Tegen het einde van de 19e eeuw werd de oude inrichting van de kerk vrijwel geheel vervangen. In plaats van de drie barokke altaren uit 1717 werden drie neogotische altaren geplaatst, die op hun beurt weer verwijderd werden in 1934. Een deel van de kerkbanken, de communiebank, de kansel, de biechtstoelen, de galerij en alle vensters werden vernieuwd. De vensters werden in 1945 werden verwoest als gevolg van een explosie van een munitietrein. Ander kerkmeubilair, zoals de kansel en de communiebank, verdween na de liturgische vernieuwingen.
Van de oude inrichting bleven bewaard: het in 1934 herstelde en teruggeplaatste barokke hoofdaltaar, het kruis van de 15e eeuw en een romaans doopvont uit het midden van de 13e eeuw. Het raamwerk van een barok zijaltaar dient tegenwoordig als omlijsting van een schilderij van de Moeder Gods van Altijddurende Bijstand. De beelden in het middenschip en aan de westelijke muur naast het doopvont dateren uit de 18e eeuw en stonden vroeger op de vijf altaren die de kerk toen rijk was.
Het gelui van de kerk bestaat uit zes klokken.